# La Réunion (phalanstère)
Pour les articles homonymes, voir La Réunion (homonymie).
La Réunion est une éphémère communauté fouriériste ou phalanstère fondée au Texas en 1855 par Victor Considerant et qui disparaît cinq ans plus tard. 
Située à proximité de la jonction des trois affluents principaux de la Trinity, la zone occupée par La Réunion se situe environ cinq kilomètres à l'ouest de Reunion district, l'un des quartiers du centre-ville de Dallas dans le Texas du Nord.
Les disciples de Fourier fondent au XIXe siècle une quarantaine de colonies semblables aux États-Unis. 

## Le projet

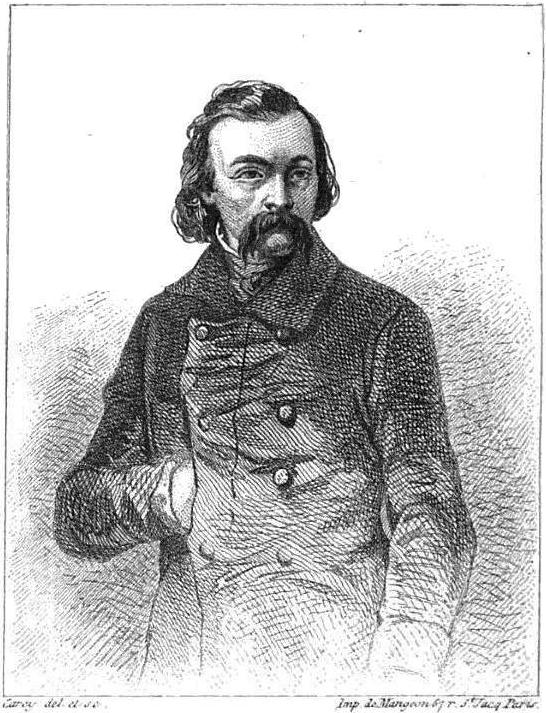
Victor Considerant (1808-1893), le fondateur du phalanstère de La Réunion. Gravure de Charles Carey de 1858.

La Réunion était vouée à devenir une colonie utopique inspirée des théories de Charles Fourier qui prône une production et une distribution en commun pour le profit de tous. Contrairement à d’autres systèmes de vie communautaire le droit de vote est accordé aux femmes et la propriété individuelle est autorisée.
Victor Considerant, polytechnicien et membre du mouvement fouriériste de Lyon, avait été contraint à l’exil pour avoir participé à des manifestations contre l’expédition romaine de Napoléon III. Pendant son séjour aux États-Unis, il inspecte personnellement la région du confluent des trois bras principaux de la Trinity, puis regagne l’Europe pour recruter le groupe des futurs colons. Pendant ce temps un agent prospecteur, François Cantagrel lui aussi contraint à l’exil, est dépêché sur place et chargé d’acheter 2 000 acres (8 km2) de terrain à sept dollars de l’acre devant servir de base à la future colonie, mais il s’agit de terres calcaires peu propices à l’agriculture ce qui aggrave plus tard le fait que les colons n’ont en général aucune connaissance dans le domaine agricole.

## Sa réalisation et son échec
Au printemps de 1855, environ 200 colons français débarquent au Texas près de l’actuelle Houston et se dirigent vers le nord en transportant leurs biens dans des chariots à bœufs, parcourant près de 400 kilomètres. Ils parviennent sur le site de leur nouvelle colonie le 22 avril 1855.
La région où ils s’installent est déjà occupée par environ 400 personnes et les colons français augmentent donc de 50 % l'effectif de la population, sans parvenir cependant à établir de bonnes relations avec les fermiers locaux car ils parlent une autre langue et croient en un autre système politique. Leurs métiers d’horlogers, de couturiers, de brasseurs ou de boutiquiers ont mal préparé les nouveaux venus à subvenir à leurs besoins pour démarrer leur colonie. Quand ils réussissent tant bien que mal à faire pousser du blé et des légumes, la production alimentaire se révèle insuffisante et indisponible au moment nécessaire. Mais leur adversaire le plus sérieux est le climat du Texas. L’année 1856 est fatale aux tentatives agricoles de la colonie car elle voit se succéder des gelées tardives en mai et un été torride avec une sécheresse suivie d’une invasion de sauterelles qui détruisent ce qui reste des récoltes. 
Face à ces conditions défavorables, et en dépit des efforts de son directeur, le journaliste et musicien Allyre Bureau, les habitants dont le nombre s’était élevé à 350 commencent à quitter la colonie. Certains regagnent l’Europe alors que d’autres choisissent de s’installer dans d’autres régions des États-Unis. Considerant se retire à San Antonio où sa belle-mère Clarisse Vigoureux meurt en 1865. En 1860 la ville voisine de Dallas en pleine expansion absorbe La Réunion dans son propre territoire et les derniers colons se fondent dans la population générale à laquelle ils apportent leurs compétences.

## Les souvenirs laissés par la colonie

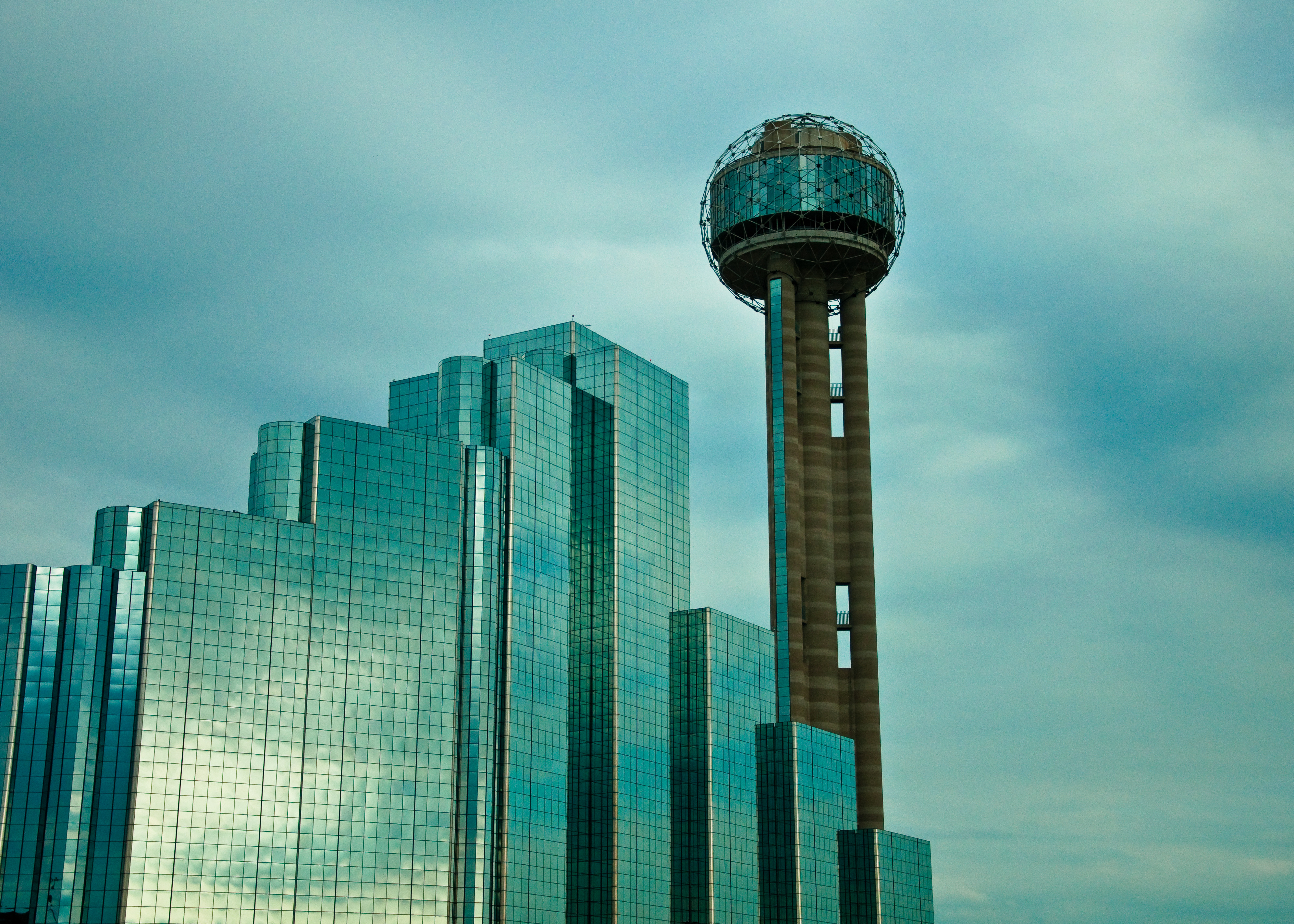
Reunion tower de Dallas, reconnaissable à sa hauteur et sa forme caractéristique.

Le terrain initialement destiné aux cultures de La Réunion était un vaste gisement de calcaire, lequel est peu à peu utilisé comme pierre de construction dans le bâtiment au moment de la croissance immobilière du Texas. Certains colons sont enterrés dans un cimetière maintenant désaffecté avec un monument commémoratif à proximité d’un terrain de golf.
Le botaniste et pharmacien suisse Jacob Boll vit brièvement à La Réunion peu avant la disparition de la colonie et transmet ses connaissances à Julien Reverchon. Ce dernier se rend ensuite célèbre comme professeur de botanique au Baylor College of Medicine de Dallas. La première brasserie et la première boucherie de Dallas sont ouvertes par d’anciens colons de La Réunion et un certain Maxime Guillot fonde une manufacture de charronnerie qui demeure active durant cinquante ans.
Il existe un quartier nommé Reunion (Reunion district of downtown Dallas, Texas) en souvenir du phalanstère de La Réunion.